# Morlockia emersoni
Espèce
Synonymes
- Speleonectes emersoni Lorentzen, Koenemann, Iliffe, 2007

Morlockia emersoni est une espèce de rémipèdes de la famille des Morlockiidae.

## Distribution
Cette espèce est endémique de République dominicaine. Elle se rencontre dans les grottes Cueva Los Jardines Orientales et Cueva Taina dans l'océan Atlantique.

## Étymologie
Cette espèce est nommée en l'honneur de Michael James Emerson (1954–1990).

## Publication originale
- Lorentzen, Koenemann, Iliffe, 2007 : Speleonectes emersoni, a new species of Remipedia (Crustacea) from the Dominican Republic. Zootaxa, no 1543, p. 61–68.